# Marquay, Dordogne
Marquay là một xã của Pháp, nằm ở tỉnh Dordogne trong vùng Aquitaine của Pháp. Xã này có diện tích 24,27 km2, dân số năm 2007 là 558 người. Xã nằm ở khu vực có độ cao trung bình 225 m trên mực nước biển.

## Hành chính
| Danh sách các xã trưởng                |                  |                 |      |                       |
| Giai đoạn                              | Giai đoạn        | Tên             | Đảng | Tư cách               |
| tháng 3 năm 2001                       | tháng 3 năm 2008 | Jean-Fred Droin | PS   | tổng ủy viên hội đồng |
| tháng 3 năm 2008                       | đương nhiệm      | Didier Delibie  | DVG  | nhà nông học          |
| Tất cả các dữ liệu trước đây không rõ. |                  |                 |      |                       |

## Thông tin nhân khẩu
| Năm    | 1962 | 1968 | 1975 | 1982 | 1990 | 1999 | 2007 |
| ------ | ---- | ---- | ---- | ---- | ---- | ---- | ---- |
| Dân số | 514  | 442  | 406  | 419  | 473  | 477  | 558  |